# Polarización de los macrófagos
La Polarización de los macrófagos es un proceso mediante el cual los macrófagos adoptan diferentes programas funcionales en respuesta a las señales de su microambiente. Esta capacidad está relacionada con sus múltiples funciones en el organismo: son poderosas células efectoras del sistema inmunológico innato, pero también importantes en la eliminación de desechos celulares, el desarrollo embrionario y la reparación de tejidos.
Mediante una clasificación simplificada, el fenotipo de los macrófagos se ha dividido en 2 grupos: M1 (macrófagos activados clásicamente) y M2 (macrófagos activados alternativamente). Esta amplia clasificación se basó en estudios "in vitro", en los que los macrófagos cultivados se trataron con moléculas que estimularon el cambio de su fenotipo a un estado particular.
Además de la estimulación química, se ha demostrado que la rigidez del sustrato subyacente en el que crece un macrófago puede dirigir el estado de polarización, los roles funcionales y el modo de migración.
Los macrófagos M1 se describieron como del tipo proinflamatorio, importante en la defensa directa del huésped contra patógenos, como la fagocitosis y la secreción de citocinas proinflamatorias y moléculas microbicidas. Se describió que los macrófagos M2 tienen una función totalmente opuesta: la regulación de la fase de resolución de la inflamación y la reparación de los tejidos dañados. Más tarde, estudios in vitro y ex vivo más extensos han demostrado que los fenotipos de macrófagos son mucho más diversos, superpuestos entre sí en términos de expresión y función génica, revelando que estos muchos estados híbridos forman un continuo de estados de activación que dependen del microambiente. Además, in vivo, existe una gran diversidad en el perfil de expresión génica entre diferentes poblaciones de macrófagos tisulares. Por tanto, se considera que el espectro de activación de los macrófagos es más amplio e implica una vía reguladora compleja para responder a una plétora de señales diferentes del entorno.
El desequilibrio de los tipos de macrófagos está relacionado con una serie de enfermedades relacionadas con la inmunidad. Por ejemplo, se ha demostrado que el aumento de la proporción M1 / M2 se correlaciona con el desarrollo de enfermedad inflamatoria intestinal, así como con la obesidad en ratones. Por otro lado, los experimentos in vitro implicaron a los macrófagos M2 como los principales mediadores de la fibrosis tisular. Varios estudios han asociado el perfil fibrótico de los macrófagos M2 con la patogenia de la esclerosis sistémica.

## Macrófago M1
Los macrófagos activados clásicamente (M1) fueron nombrados por Mackaness en la década de 1960. La activación de M1 in vitro es provocada por el tratamiento con ligandos TLR como el lipopolisacárido bacteriano (LPS), típico de las bacterias Gram negativas y el ácido lipoteicoico (LTA), típico de las bacterias Gram positivas, factor estimulante de colonias de granulocitos y macrófagos (GM- LCR) o una combinación de LPS e interferón-gamma (IFN-γ). De manera similar, in vivo, los macrófagos activados clásicamente surgen en respuesta al IFN-γ producido por los linfocitos Th1 o por las células asesinas naturales (NK), y el factor de necrosis tumoral (TNF), producido por las células presentadoras de antígenos (APC). Los macrófagos activados por M1 expresan factores de transcripción como el factor regulador de interferón (IRF5), el factor nuclear del potenciador del gen del polipéptido ligero kappa (NF-κB), la proteína activadora (AP-1) y STAT1. Esto conduce a una capacidad microbicida mejorada y a la secreción de altos niveles de citocinas proinflamatorias: p. Ej. IFN-γ, IL-1, IL-6, IL-12, IL-23 y TNFα. Además, para aumentar su capacidad de matar patógenos, producen mayores cantidades de sustancias químicas llamadas especies reactivas de oxígeno (ROS) y radicales de nitrógeno (causados por la regulación positiva de la NO sintasa inducible iNOS). Gracias a su capacidad para combatir los patógenos, los macrófagos M1 están presentes durante las enfermedades infecciosas agudas. Varios estudios han demostrado que la infección bacteriana induce la polarización de los macrófagos hacia el fenotipo M1, lo que da como resultado la fagocitosis y la muerte intracelular de bacterias in vitro e in vivo. Por ejemplo, se ha demostrado que Listeria monocytogenes, una bacteria Gram positiva que causa listeriosis induce una polarización M1, así como Salmonella typhi (el agente de la fiebre tifoidea) y Salmonella typhimurium (que causa gastroenteritis), que se ha demostrado que inducir la polarización M1 de macrófagos humanos y murinos. Los macrófagos se polarizan hacia el perfil M1 durante la fase temprana de la infección por Mycobacterium tuberculosis, así como otras especies de micobacterias como Mycobacterium ulcerans (que causa la enfermedad de la úlcera de Buruli) y Mycobacterium avium. El control inadecuado e inoportuno de la respuesta inflamatoria mediada por macrófagos M1 puede conducir a la alteración de la homeostasis tisular normal e impedir la reparación vascular. Una producción descontrolada de citocinas proinflamatorias durante la inflamación puede conducir a la formación de una tormenta de citocinas, contribuyendo así a la patogénesis de la sepsis grave. Para contrarrestar la respuesta inflamatoria, los macrófagos sufren apoptosis o se polarizan a un fenotipo M2 para proteger al huésped de la lesión excesiva.

## Macrófago M2
Los macrófagos activados alternativamente (M2) se descubrieron a principios de la década de 1990 y se nombraron de acuerdo con la respuesta antiinflamatoria mediada por células Th2 previamente descubierta. Los macrófagos M2 resuelven la inflamación, ayudan a la cicatrización de los tejidos, toleran los autoantígenos y ciertos neoantígenos (por ejemplo, células apoptóticas, células simbiontes, gametos y células del embrión en el útero). Por tanto, los macrófagos M2 gobiernan las funciones en las interfaces de inmunidad, desarrollo y recambio tisular, metabolismo y señalización endocrina. Se ha demostrado in vitro que el tratamiento de macrófagos con IL-4 e IL-13 conduce a la inhibición de la producción de señales proinflamatorias y la regulación positiva del receptor CD206 de manosa depuradora. Otros estudios han demostrado que la polarización M2 puede inducirse a través de diferentes señales de activación que, de hecho, conducen a diferentes fenotipos M2 que tienen diferentes funciones. En primer lugar, se sugirió que los macrófagos M2 se pueden dividir en dos grupos: macrófagos reguladores y que curan heridas. Se describió que los macrófagos reguladores tienen propiedades antiinflamatorias, que son importantes en las fases resolutivas de la inflamación, produciendo la citocina inmunosupresora IL-10. La diferenciación hacia el fenotipo de macrófagos reguladores puede desencadenarse por complejos inmunes, prostaglandinas, células apoptóticas e IL-10. Por otro lado, se demostró que los macrófagos de cicatrización de heridas producen IL-4 y regulan positivamente la actividad de la arginasa, que es la enzima inscrita en la producción de poliaminas y colágeno, regenerando así el tejido dañado. Una mayor investigación de los subtipos M2 condujo a una sistematización aún más compleja, donde los autores describen los subtipos M2a, M2b y M2c. Los macrófagos M2a son activados por IL-4 e IL-13 que evocan la expresión regulada al alza de la arginasa-1, el receptor de manosa MRc1 (CD206), la presentación del antígeno por el sistema MHC II y la producción de IL-10 y TGF-𝛽, lo que lleva a la regeneración tisular e internalización de moléculas proinflamatorias para prevenir la respuesta inflamatoria. Los macrófagos M2b producen IL-1, IL-6, IL-10, TNF-𝛼 como respuesta a inmunocomplejos o LPS, lo que lleva a la activación de células Th2 y actividad antiinflamatoria. Los macrófagos M2c son activados por IL-10, factor de crecimiento transformante beta (TGF-𝛽) y glucocorticoides, y producen IL-10 y TGFβ, lo que conduce a la supresión de la respuesta inflamatoria. Algunos autores mencionan la activación del subtipo M2d como una respuesta a IL-6 y adenosinas, y estos macrófagos también se conocen como macrófagos asociados a tumores (TAM). Aunque el estado de activación de M2 implica poblaciones de macrófagos heterogéneos, algunos marcadores se comparten entre subtipos, por lo que la división estricta de macrófagos en subtipos no es posible hasta ahora. 
Además, la traducción in vivo de estas subdivisiones M2 es difícil. Los tejidos contienen una gama compleja de estímulos que conducen a poblaciones mixtas de macrófagos con un amplio espectro de estados de activación.

## Continuo de estados de polarización de macrófagos
Queda mucho por aprender sobre los estados de activación polarizados de los macrófagos y su papel en la respuesta inmune. Dado que no existe una barrera rígida entre los fenotipos de macrófagos descritos y que los marcadores conocidos se expresan en más de uno de estos estados de activación, es imposible hasta ahora clasificar los subtipos de macrófagos de manera adecuada y precisa. Por lo tanto, sus diferencias se consideran más bien como un continuo de estados funcionales sin límites claros. Además, se observa que los estados de los macrófagos cambian durante el curso temporal de la inflamación y la enfermedad. Esta plasticidad del fenotipo de los macrófagos se ha sumado a la confusión con respecto a la existencia de subtipos de macrófagos individuales in vivo.

## Macrófago asociados al tumor

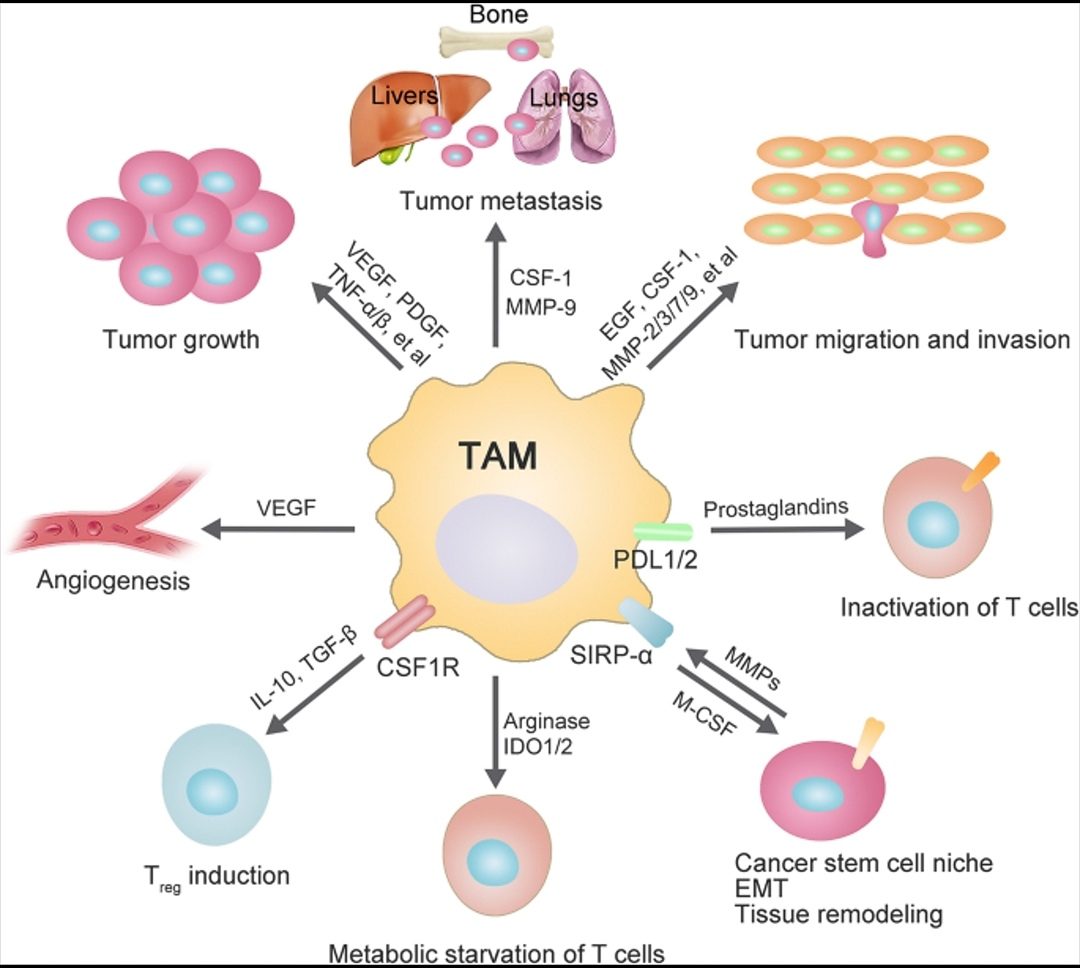
Macrófagos asociados a tumores.

Los macrófagos asociados a tumores (TAM) son típicos por sus funciones protumorales como la promoción de la motilidad de las células cancerosas, la formación de metástasis y la angiogénesis y su formación depende de factores microambientales que están presentes en el desarrollo del tumor. Los TAM producen citocinas inmunosupresoras como IL-10, TGFβ y PGE2, cantidades muy pequeñas de NO o ROI y niveles bajos de citocinas inflamatorias (IL-12, IL-1β, TNFα, IL-6). Se reduce la capacidad de los TAM para presentar antígenos asociados a tumores, así como la estimulación de las funciones antitumorales de las células T y NK. Además, los TAM no pueden lisar las células tumorales. La selección de TAM puede ser una estrategia terapéutica novedosa contra el cáncer, como se ha demostrado mediante la administración de agentes para alterar el reclutamiento y distribución de TAM, agotar los TAM existentes o inducir la reeducación de TAM de un fenotipo M2 a M1.